# 越戰狂想曲
《越戰狂想曲》（英語：Cat shit One），或称《猫屎一号》，日文版採用原名稱，英文版則譯成（即“喵咪啟示錄”，其英文名稱是惡搞於同樣是以越戰為背景的美國電影《現代啟示錄》）。《越戰狂想曲》是為小林源文所著的日本漫畫，最早由日本Softbank Publishing於1998年出版，2007年在台湾由尖端出版发行单行本。在欧洲，本漫画在2004年由A.D. Vision於英國出版，2006年於波蘭與西班牙以同名出版。
自2008年開始，小林源文又推出續集作《越戰狂想曲80》（Cat Shit One'80），描述幾位主角在1980年代所參與的區域衝突。

## 緣起
小林源文最早之創作是以人類為形體，同為越戰之經歷故事，作者名命為《狗屎一號》（Dog Shit One）。按作者之說法，其作品不甚成功，在偶然於出版社編輯的鼓勵下，轉而以動物為形體創作，為此漫畫之發軔。

## 情節
漫畫情節是三位美國軍人波塔斯基、帕奇與萊茲於越戰時期的故事。這三位隸屬於偵查隊，隊伍名稱為「貓屎一號」，故事情節則是環繞於隊伍执行任務时的所見所聞。故事中均參照歷史發展，戰役之名稱與雙方領導人物均有史籍可考；又漫畫中武器或人物描繪也十分具體寫實，特別是在各民族之間，以差異鮮明之各類動物表示。
在續集中，三位主角也分道揚鑣，帕奇和萊茲分別加入了三角洲部隊和CIA，波塔斯基則成了大型速食企業的老闆。三位主角在面對國際恐怖活動和蘇聯入侵阿富汗的威脅時，參加在世界各地的特戰行動和秘密任務。

## 特色描述
各民族動物介紹：
- 美國人 - 兔
- 印支半岛诸国人 - 貓
- 法國人 - 豬
- 中國人 - 熊貓
- 日本人 - 黑猩猩與大猩猩
- 俄羅斯人 - 熊
- 韩国与朝鲜人 - 狗
- 英國人 - 老鼠
- 大洋洲諸國人 - 袋鼠和樹袋熊
- 德國人 - 狐狸
- 意大利人 - 貉
- 中亚诸国人 - 綿羊和山羊
- 廓爾喀人 - 綿羊
- 阿拉伯诸国人 - 駱駝
- 中美洲与南美洲诸国人 - 牛

## 角色列表

### 猫屎一号小队
帕金斯（动画版聲優：土田大）
又稱帕奇（パッキー），隸屬於美军援越司令部第五特戰部隊建制下，“貓屎一號”偵察小隊队长。以中士军衔，加入小白所属的“僵尸”小队（也是猫屎一号小队的前身），改称猫屎一号后晋升为士官長領上尉待遇，後升任上尉。是為灰兔，常戴著叢林帽，耳朵下垂，雙眼下方有白眼圈。战斗经验丰富，具有强大的反侦察能力，因此时常在小队中殿后。因为在作战中总是执意将战死亚多人的遗体带回驻地而深受亚多人的信任。在小白回国休假期间曾与波塔斯基一同被俘虏，并被中国人逼迫签署所谓“犯下战争罪行”的自白书，并引起外交事件而一度被调至远离正面战场的老挝训练诺拉族佣兵，在小队与日本自卫队协同作战期间归队。后率队加入隶属CIA，名义上在南越建制下的“国际反共十字军”作战。越战后退役，柬越战争爆发后自美国重新召集小队，取道泰国前往柬埔寨调查红色高棉罪行，并且拯救了七哥和一众失散的难民。后升任少校參加三角洲部隊，並且被調派到英國特種空勤團擔任交換軍官，並且隨同SAS參加了1980年伊朗大使館的突擊行動和福克蘭群島戰爭，后来在入侵格瑞那達時回歸三角洲部隊擔任聯絡官，但因為親自上陣指揮的越權行為而被撤職調至CIA，前往阿富汗协助小白的军事顾问工作。帕奇同時也和法國國家憲兵干預隊和德國聯邦警察第九國境守備隊的指揮官建立了密切的友誼。海灣戰爭時成為了國防部的顧問，對美國向伊拉克宣戰的事持反對立場。
曾经在观看脱衣舞时吐槽“我们明明不穿裤子，为什么还要欣赏别人脱裤子呢”而被同伴制止说“这是矛盾事项”“会被宪兵抓住的”，这也是作者有意设置的一个槽点。
真實人類世界中登陸火星計劃中的太空人，在登陸火星途中因空間轉移而出現在 1968 年的動物世界，自己亦變成兔子。動物世界的美國政府確認其身份之後，為其偽造了新的身份，並且組建了家庭。
帕奇的两个儿子也在故事中被提及，长子伯德在美国海军担任少尉，幺子强纳森自大学休学后继承父亲衣钵加入了SAS參與海灣戰爭。
小白
原本是伍長，後升任士官長。又稱萊茲（ラッツ）。猫屎一号小队最早的队员，原僵尸小队在作战中被全灭，其作为唯一的幸存者迎接帕奇和波塔斯基的加入。会说越南语，因此时常协助七哥与其余队员之间的沟通。是為白兔，頑強善戰，頭綁頭巾，耳朵短而尖。热爱战斗生活，一度被军队人事处强制回国休假，却提前归队并在七哥及其族人的帮助下成功营救被中国人俘虏的帕奇与波塔斯基。在帕奇离队时担任代理队长。在小队的最后一次任务——于胡志明小径布设核子地雷时力主放弃任务，也使小队逃脱被英国特种部队狙击的命运。越战结束后退役，因为難以回歸平民生活一度潦倒入獄，之後經帕奇援助與響尾蛇的引介，被中央情報局雇用。自柬埔寨归国后被派至日本，但是因為在美日安保會議中和日本官員發生肢體衝突，而又被派到阿富汗擔任游擊隊的軍事顧問，因而認識了日後北方聯盟的領袖馬蘇德將軍。其未婚妻在贾拉拉巴德死于恐怖事件，在马苏德将军的帮助下查出真凶，并且发誓将恐怖主义从世界上驱除。
波塔斯基（动画版聲優：日野聰）
又稱波塔，是為黑兔（在漫畫中代表非裔美國人），耳朵長挺。美國陸軍通訊兵，常戴通讯用耳机，但实际上和兔子的头部并不相称，因此实际上只是挂在额头上，成为漫画中的又一个刻意的槽点。为了参加实战任务而自告奋勇加入猫屎一号小队。在小队中的战斗经验最差，时常出现怯战的行为，在战斗之外的场合却颇有魄力，在新年攻势期间的秘密行动中受贝克维兹少校的暗示劫持了美军直升机，顺利救出了遇险的帕奇与小白，后因为战功与违纪行为功过相抵。好色而讨厌与亚洲相关的一切事物，唯独不讨厌亚洲女性，曾因为出入风化场所而被宪兵惩戒，又因为误认为索尼与本田是美国品牌，而招致队友的嘲笑。在故事后段已经改正了种族歧视的问题。越战退役后，投入了速食業因而致富，事業還拓展到亞洲与中美洲地区。在蘇聯入侵阿富汗期間受雇于CIA，与在正在改革開放的中國达成了协议，并與鄧小平及江澤民會面。秘密將中國製造的武器運進阿富汗，以協助莱兹与阿富汗北方联盟對抗蘇聯軍。
七哥
越南亞多族族长（Yard，美軍對法文Montagnard的簡稱，本意為「山岳民族」）之子，為美軍訓練之雇傭兵，在僵尸小队时期以「Mike Force」身份协助行动，加入猫屎一号小队后时常担任尖兵。在小队遇险时总是会被要求第一个撤退，因为亚多人被俘肯定会被处决，而美国人则通常会留活口。其故事中富有特色，特別是於第三集末段。越戰結束後與族人一起逃離越南，在泰國的難民營為帕奇所救，再次獲得美軍雇用和小白一起到阿富汗支援游擊隊。故事最后定居在美国。

### 美国人
查爾斯·埃文·貝克維茲
美國陸軍少校，是為史籍可考人物，為三角洲部隊創始人之一，漫畫中為貓屎一號小隊的負責人。在續集中成為三角洲部隊的第一任指揮官，但是因為鷹爪行動的失敗而被迫退役。歸國后居住在華盛頓特區。
艾摩
越戰時為第1騎兵師第5兔子團少校。因一次美軍遇襲事件後，為了拘捕一個越南人孤兒而與帕奇等人結怨。其后在波塔斯基和莱兹在妓院里斗殴，遇到帕奇等人執行機密行動時，又试图以逃兵罪名将小队拘捕，但受到上級警告而告吹。戰後轉任丹佛市警署署長，亦為了私事緣故一度拘留小白和帕奇，但最後因州長出面而被迫將他們釋放。後來在海灣戰爭的時候也投身政壇成為了帕奇的政敵。
「響尾蛇」
美國空軍的前進空中管制官，座機為OV-10輕型攻擊偵察機。本名不明；「響尾蛇」是他的無線電呼號，使用过「響尾蛇3号」「響尾蛇22」等多个代号，但在剧情中似乎是同一个人。在貓屎一號小隊出任務時總是幫他們撐著一把空傘，擔任空中觀測與聯絡的職務，並於必要時提供火力支援。曾經在被越共擊落後遭到俘虜，在飽受折磨後由貓屎一號小隊救出，因此雙方的友誼非常深厚。越戰結束後轉任 CIA，後來曾任中東分部長並幫助萊茲進入 CIA 任職。在故事最后与猫屎一号小队在美国团聚。
阿龍
本名羅賓（ロビン），第五特戰部隊下另一美军侦查小队的队长，在战斗中中埋伏而被效忠于越共的法国人朱利安杀害。
乔（Joe）
以美国游客作掩护身份的CIA特工，贝克维兹的旧识，在西贡和猫屎一号的小队有一面之缘。在芽庄的法国俱乐部中与贝克维兹和猫屎一号小队碰头，提供了法国人朱利安的情报。
玛丽安
小白的未婚妻，受雇于美国政府在阿富汗从事文化工作。后在恐怖袭击中丧生。
强纳森·帕金斯
帕奇的幼子，体貌特征与帕奇极为相似。自大学肄业后子承父业加入SAS，绰号约瑟夫。喜欢喝红茶，被其英国战友戏称“殖民地的扬基佬也越来越文雅了”。

### 苏联军队
米夏·庫林可夫
在 Cat Shit One'80 中首度出現的角色，蘇聯軍空降部隊的新兵，在阿富汗战争初期被當成補充兵派至800監視哨，军衔为准士官。初期因為缺乏經驗而經常驚惶失措，但是在連長和士官的教導下逐漸成為可靠的軍人，其所屬部隊後來遭到塔利班的自殺式攻擊而損失慘重，米夏被執行任務中經過的帕奇和英國特種空勤團所救，事後成為少尉軍官獲選至俄羅斯特種部隊，也和帕奇结下了渊源。特種任務撤退途中負傷，在醫療營地休養時其同僚才發現米夏其實是KGB庫林可夫將軍的兒子。为了威慑美国在阿富汗的军事顾问行为，雇佣国际恐怖分子在贾拉拉巴德制造了爆炸事件，并导致小白的未婚妻丧生，但他与小白并不知道双方在此事中的关系。后在一次军事行动中将小白俘获，并以此为交换筹码，从帕奇手里虏获了美国新近配发给北方联盟的FIM-92刺針便攜式防空飛彈并因此晋升为上尉。米夏最后被派至美国驻苏联大使馆担任安保工作，并引荐帕奇与时任苏共总书记的戈尔巴乔夫会面。
帕布罗
米夏所在小队的连长，等级意识很强，经常教训米夏等新兵，但实际上对米夏保护有加。在得知米夏的家庭身份之后夸大了米夏的战功并保其晋升至更高的军衔。

### 日本自卫队
池田
日本自卫队“冬季战技教育队”的上尉，形象为黑猩猩。在芽庄的LRRP侦查学校接受了为期三周的速成训练，并取得优秀成绩。后一度随猫屎一号小队行动。推测其父可能为在二战时期东南亚服役的日军士兵，因此要求其随身携带武士刀。擅长肉搏作战，在作战陷入不利境地之时果断拔刀冲锋并扭转局势，拯救了猫屎一号小队。之后率队前往湄公河参与南越内河海军的作战。
佐藤
自卫队中尉，原型为小林源文系列漫畫招牌人物，同名的小說家、腳本家佐藤大輔，形象为大猩猩。在小队中体型最为庞大，和波塔斯基一起是最积极地教训战斗技巧拙劣的中村的人。在芽庄的酒吧里独力击败率先挑衅的一众韩国士兵。
斋藤
自卫队曹长，形象为大猩猩。与佐藤的区别是体型稍小。
中村
自卫队三曹，原型为小林的前助手兼女婿中村正德，形象为瘦弱的黑猩猩。原本申请调入日本防卫厅本部，却因为档案调度出现错误而被调至越南，因为能力不濟被认为一定会阵亡。經常在战斗中出现低级失误，因此总是佐滕和波塔斯基教訓。然而其性格却十分要强，很少有接收管束的情况，但也在侦察行动中立功。会画画，给越南人画的肖像被战友们称赞，但实际上是ASCII艺术的图案。

### 美国的其他盟友
羅茲
SAS司令，伊朗駐英大使館挾持人質事件指揮官，與帕奇一同參加福克蘭群島戰爭。在越战末期曾接受阻止猫屎一号小队以核子地雷封锁的胡志明小径的秘密任务（猫屎一号小队自行放弃了任务，而逃过了被英国人狙杀的命运），之后曾感慨没有对其下杀手是正确的判断，因为没有帕奇，伊朗使馆事件便无法顺利解决。
无名韩国老兵
在帕奇、莱兹和七哥前往芽庄休假时在酒吧里遇到的老兵，向一行人讲述了越战中韩国军队屠杀越南村民的无奈真相，后被到西贡MACV的起诉。原型是参加过越战的韩国外交官蔡命新。
艾哈邁德·沙阿·馬蘇德
真实存在的人物，阿富汗北方联盟的领袖，被小白稱作馬蘇的將軍或馬蘇德王子。漫画中的形象为山羊。接受了小白的帮助对抗苏军和阿富汗塔利班。力主将阿富汗现代化，曾将受极端伊斯兰教影响的士兵驱逐出军队。身为潘杰希尔地区的部族首领，事实上担任了为北方联盟中诸多部族的争端调停，使其团结作战的角色。美軍撤軍后他對小白提到“如果他出了事，一定會發生大事件”，影射了現實世界中，他在阿富汗遇刺之後只兩天就發生了九一一事件。
谢尔盖
SAS中的俄罗斯人佣兵，强纳森·帕金斯的战友，时常把“强纳森”误读成俄罗斯人名“约瑟夫”，导致队内其他队员也对其如此称呼。

### 北越军队
季少校
原为时常与僵尸小队协同作战的南越军指挥官，所属军队战斗力差，并且时常克扣亚多人的军饷。实际上是北越的间谍，向越共透露过很多美军的情报。在越战结束后担任越共军官，在柬越战争中将前往柬埔寨调查红色高棉屠杀罪行的猫屎一号小队包围，念及战友情谊将其释放。
朱利安
法国殖民地时代的地主，向得势后的越共投诚，并指挥一支北越军队。因为埋伏并杀死阿龙与猫屎一号小队结仇，遭到大批美军的围剿，最后被波塔斯基击毙。
古昆年
北越士兵，整个家族自二战起便有参加战争的经历，流落于南越和北越之间。因为厌倦战争而向美国申请政治庇护，却因为走漏风声而险些招致枪决，后被猫屎一号小队营救。

## 外部連結
- CAT SHIT ONE -THE ANIMATED SERIES-offical site （页面存档备份，存于）（動漫電影版官方網站，日語頁面）
- YouTube - IDAチャンネル （页面存档备份，存于）（YouTube上的電影版發佈頻道）